# Eustrotia cassida
Eustrotia cassida är en fjärilsart som beskrevs av Dyar. Eustrotia cassida ingår i släktet Eustrotia och familjen nattflyn. Inga underarter finns listade i Catalogue of Life.